# オタクィーーーンイングリッシュ!
『オタクィーーーンイングリッシュ!』（おたくぃーーーんいんぐりっしゅ）はテレビ埼玉で2017年4月10日から同年6月25日まで放送していたバラエティ番組。

## 概要
3年後の東京五輪を視野に入れ、「アイドル」「プロレス」「盆栽」など外国人が興味を持つ文化を題材に、楽しく英語や日本語が学べる教養バラエティ番組。

## 出演者
- 小林歌穂（私立恵比寿中学)　担当：プロレス編
- 中山莉子（私立恵比寿中学)　担当：アイドル編
- アラウコ・サイラ（岡山弁の美人教師）アイドル編教師
- リアザノス・セルゲイ（アイドル好きのロシア生徒）アイドル編生徒
- ダイアナ・ガーネット（ハイテンションな美人教師）プロレス編教師
- アイゼア・パワーズ（プロレス好きのアメリカ生徒）プロレス編生徒

## ネット局
| 放送地域 | 放送局            | 放送期間        | 放送日時               | 系列  | 備考   |
| -------- | ----------------- | --------------- | ---------------------- | ----- | ------ |
| 埼玉県   | テレビ埼玉（TVS） | 2017年4月10日 - | 月曜 0時30分 - 1時00分 | JAITS | 制作局 |
| 京都府   | KBS京都（KBS）    | 2017年4月12日 - | 水曜 0時00分 - 0時30分 | JAITS |        |

## スタッフ
- 企画 / 総合演出 / オフライン：丸山博久
- 企画 / 演出：井上真邦
- 演出 / オフライン：横山翔一
- 撮影：大塚孝輔
- VE / 録音：岩瀬靖生
- 編集：松坂猛
- MA：岩倉省吾
- 制作進行：渕上陸也（Soda!）
- ヘアメイク：CHIE（kind）
- 編成：出口雅史
- 制作：藤岡成彬、秋葉優歩
- セールス：河添沙織
- WEBデザイン：越智俊貴
- プロデューサー：遠藤圭介、新井千里、田中秀一、今野俊也（Soda!）
- 技術協力：ジェイ・クルー、オムニバス・ジャパン
- 制作協力：８次元、虹男、REALQ、ソーダコミュニケーションズ
- 制作著作：テレビ埼玉